# Леонов, Алексей Николаевич
Алексе́й Никола́евич Лео́нов (род. 21 января 1977, Лосино-Петровский, Щёлково (городской округ)) — российский футболист, выступавший на позициях полузащитника и защитника.

## Карьера
Воспитанник СДЮШОР «Спартак» Москва. Первая профессиональная команда — московская «Рода», за которую выступал в 1996—1997 годах в 3 зоне третьей лиги. В 1998 году играл за вторую команду «Спартака» в зоне «Запад» второго дивизиона. В 1999 году провёл 2 матча в высшей лиге Латвии в составе даугавпилсского «Динабурга». Следующие 4 сезона Леонов провёл в клубе второго российского дивизиона «Мосэнерго». Сезон-2004 отыграл в белорусском МТЗ-РИПО, с которым занял 14 место в чемпионате. Затем вернулся в Россию и выступал в клубах второго дивизиона «Фортуна» Мытищи (2006), ФК «Реутов» (2007), «Спартак» Щёлково (2008).